# Ђумбир
Ђумбир (од мађ. gyömbér; лат. Zingiber officinale) је вишегодишња зачинска биљка из породице Zingiberaceae, која је у широкој употреби као зачин и народни лек. То је зељаста вишегодишња биљка која формира годишње псеудостабљике (лажна стабљика направљена од уваљаних основа лишћа), око један метар висока са уским листовима. Цвасти носе цветове са бледожутим латицама и љубичастим ивицама, и избијају директно из ризома на одвојеним изданцима.
Ђумбир је у фамилији Zingiberaceae, која такође обухвата куркуму, кардамон (Elettaria cardamomum), и калган. Ђумбир потиче из Поморске југоисточне Азије и вероватно су га први припитомили аустронежански народи. Они су га транспортовали широм Индо-Пацифика током аустронежанске експанзије (пре око 5.000 година), досежући чак до Хаваја. Ђумбир је један од првих зачина који су извезени из Азије, стигавши у Европу са трговином зачинима, а користили су га стари Грци и Римљани. У тропској Азији се гаји више од 3 хиљаде година, а данас је њен главни произвођач Индија. Стари Грци толико су ценили ђумбир због његових користи при варењу да му се додавао хлеб, па је тако створен и први ђумбир. Нота егзотичности и оријентализма разликује је од добро познатих медитеранских зачина. Има пријатан мирис, док је укус оштар, јак и љут. Пореклом је из Кине, одакле се проширио у Индију, југоисточну Азију, западну Африку и Карибе. Као зачин користи се ризом, најчешће у јелима оријенталне кухиње. Године 2023. светска производња ђумбира износила је 4,9 милиона тона, а предводила је Индија са 45% укупне производње.

## Етимологија
Српски језик је преузео реч ђумбир од мађарске речи gyömbér, која потиче од средњовековне латинске речи gingiber, од грчке речи zingiberis, од пракритске (средњоиндијске) речи singabera, од санскрите речи srngaveram. Санскртска реч се сматра да потиче од дравидске речи која је такође произвела малајаламски назив inchi-ver (од inchi „корен”). Једно алтернативно објашњење је да санскритска реч долази од srngam - „рог” и vera - „тело” (што описује облик његовог корена), мада то може бити народна етимологија. Реч је вероватно адаптирана у средњоенглеском из старофранцуског gingibre (савремени француски еквивалент је gingembre).

## Опис
Вишегодишња зељаста биљка дебелог гранатог ризома. Стабљика је обавијена лисним рукавцима. Цветови су сакупљени у класове. Брактеје су жуто-зелене а цветови ружичасти. Самоникло расте у југоисточној Азији, у Индији и Кини, одакле је караванима, још у античко време, преношен у Малу Азију. Спада у најстарије оријенталне зачине који су стигли у Европу почетком средњег века. Данас се гаји у тропским регионима широм света.

## Порекло и дистрибуција
Ђумбир потиче из поморске југоисточне Азије. То је прави култиген и не постоји у свом дивљем стању. Најстарији доказ о његовом припитомљавању налази се међу аустронезијским народима, где је био међу неколико врста ђумбира који се узгајају и експлоатишу од давнина. Они су узгајали и друге ђумбире, укључујући куркуму (Curcuma longa), белу куркуму (Curcuma zedoaria) и горки ђумбир (Zingiber zerumbet). Ризоми и листови су коришћени за ароматизирање хране или су се јели директно. Од листова су се ткале и простирке. Осим ове употребе, ђумбир је имао религиозно значење међу Аустронежанима, јер се користио у ритуалима за лечење и тражење заштите од духова. Такође је коришћен у благослову аустронезијских бродова. Ђумбир је ношен са њима на њиховим путовањима као биљке кануа током аустронезијске експанзије, почевши од пре око 5.000. Они су га увели на Пацифичка острва у праисторији, много пре било каквог контакта са другим цивилизацијама. Рефлекси протомалајо-полинезијске речи *laqia се још увек налазе у аустронезијским језицима све до Хаваја. Такође су га вероватно увели у Индију заједно са другим биљкама за храну у југоисточној Азији и аустронезијским технологијама једрења, током раног контакта аустронезијских морнара са народима Шри Ланке и јужне Индије који говоре дравидски на пре око 3.500. Такође су га аустронезијски путници пренели на Мадагаскар и Коморе у 1. миленијуму. Из Индије су га трговци пренели на Блиски исток и Медитеран око 1. века. Углавном се узгајао у јужној Индији и на Великим Сундским острвима током трговине зачинима, заједно са паприком, каранфилићем и бројним другим зачинима.

## Историја
Први писани запис о ђумбиру потиче из Аналекта, које су написали Конфучијеви ученици у Кини током периода Зараћених држава (475–221 п.н.е.). У њима се наводи да је Конфучије јео ђумбир уз сваки оброк. Године 406, монах Фасјен је написао да се ђумбир гајио у саксијама и носио на кинеским бродовима ради спречавања скорбута. Током династије Сунг (960–1279), ђумбир се увозио у Кину из јужних земаља.
Зачин ђумбир су на Медитеран донели Арапи, а описивали су га писци попут Диоскорида (40–90) и Плинија Старијег (24–79). Године 150, Птолемеј је забележио да се ђумбир производио на Цејлону (Шри Ланка). Сирови и конзервирани ђумбир увожени су у Европу у повећаним количинама током средњег века; у то време, ђумбир је описан у званичним фармакопејама неколико земаља. У Енглеској у 14. веку, фунта ђумбира коштала је колико и овца.

## Хортикултура
Ђумбир производи гроздове белих и ружичастих цветних пупољака који цветају у жуте цветове. Због своје естетске привлачности и прилагођености биљке топлим климама, често се користи за уређење пејзажа око суптропских домова. То је вишегодишња биљка слична трсци са годишњим лиснатим стабљикама, висока око један метар. Традиционално, ризом се сакупља када стабљика увене; одмах се опари, или опере и оструже, да би се убио и спречило клијање. Индија је највећи произвођач ђумбира на свету. Региони у југозападној и североисточној Индији су најпогоднији за производњу ђумбира због своје топле и влажне климе, просечних падавина и расположивог земљишта. Ђумбир најбоље успева када се гаји у топлом, влажном окружењу, на надморској висини између 300 и 900 метара, и на добро дренираним земљиштима дубине најмање 30 cm.
Величина ризома је кључна за производњу. Што је комад ризома већи, ђумбир ће се брже произвести. Пре садње, фармери третирају семе како би спречили штеточине и болести. Након што се земљиште темељно преоре, праве се канали за наводњавање. Садња се обично обавља између марта и јуна. Након садње, усеви се малчирају како би се очувала влага и спречио раст корова. Завршна фаза је берба, која се обавља између четири и десет месеци након садње, у зависности од намене производа.

## Светски трендови у производњи ђумбира
Године 2023. светска производња сировог ђумбира износила је 4,9 милиона тона. Индија је била водећи произвођач са 45% укупне светске производње, док су Нигерија и Кина биле секундарни произвођачи.
| Држава                           | Производња (тоне) |
| -------------------------------- | ----------------- |
| Индија                           | 2.201.000         |
| Нигерија                         | 781.641           |
| Кина                             | 672.914           |
| Непал                            | 309.533           |
| Индонезија                       | 198.873           |
| Тајланд                          | 174.103           |
| Свет                             | 4.877.179         |
| Извор: FAOSTAT Уједињених нација |                   |

## Употреба
Зачинска и лековита биљка. Користи се ризом пријатног мириса и оштрог укуса. Ризом је меснат, на пресеку светложут, садржи скроб, смоле и етарска уља.
На истоку је уобичајен зачин у јелима док се на западу користи чешће за посластице. У азијским системима лечења употребљава се против сметњи у варењу, против повраћања и као стимуланс. Истраживања су показала да је изузетно делотворан код мучнине у току путовања. Екстракт ђумбира додаје се неким освежавајућим или ферментисаним пићима.
Млади ризоми ђумбира су сочни и меснати са благим укусом. Често се киселе у сирћету или шерију као ужина или се кувају као састојак у многим јелима. Могу се потопити у кључалу воду да би се направио биљни чај од ђумбира, коме се може додати мед. Од ђумбира се могу правити слаткиши или вино од ђумбира.

### Кулинарска употреба по регионима
Азија
- У индијској кухињи, ђумбир је кључни састојак, посебно у гушћим сосовима. Свеж ђумбир се меље са белим луком у пасту (масалу).
- У Јапану се ђумбир кисели за прављење бени шога и гари или се ренда и користи сиров на тофуу или резанцима.
- У Мјанмару се користи у кувању и као главни састојак у традиционалним лековима.
- На Филипинима, ђумбир (luya) је уобичајен састојак локалних јела и кува се као чај под називом salabat.[32]
- У Кини се сецкани корен ђумбира често комбинује са месом, док се кандирани ђумбир понекад налази у кинеским кутијама са слаткишима. Западне земље и Америка
- У западној кухињи, ђумбир се традиционално користи углавном у слатким намирницама као што су ginger ale (пиво од ђумбира), медењаци, и разни кекси.
- На Карибима, ђумбир је популаран зачин за кување и за прављење пића као што је sorrel, пиће које се прави током божићне сезоне. На Јамајци се прави пиво од ђумбира, како газирано, тако и свеже.
- У Грчкој, на острву Крф, прави се традиционално пиће цицибира, врста пива од ђумбира.

## Лековита својства и медицинска примена
Ђумбир се вековима користи у традиционалној медицини широм света, укључујући кинеску медицину, индијску ајурведу и јапанску Кампо медицину, где је састојак у око 70% препарата. Његова главна биоактивна једињења су гингероли (највише 6-гингерол), шогаоли и зингерон, који су одговорни за већину лековитих својстава. Кувањем се гингерол трансформише у зингерон, док се сушењем добијају шогаоли, који су оштријег укуса.

### Дејство на варење
Ђумбир подстиче ефикасно варење тако што убрзава пражњење желуца. Истраживања су показала да стимулише лучење пљувачке, повећава активност ензима за варење попут амилазе и штити слузокожу желуца. Осим тога, лабораторијске студије су показале да екстракт ђумбира може инхибирати раст бактерије Helicobacter pylori, која се повезује са настанком гастритиса и чира на желуцу.

### Ублажавање мучнине
Ђумбир је признат као ефикасан лек против мучнине. Комитет за биљне лекове (HMPC) Европске агенције за лекове класификовао га је као традиционални биљни лек за ублажавање симптома мучнине током путовања. Такође се користи за ублажавање мучнине у трудноћи, а чак га и Америчка академија за акушерство и гинекологију наводи као прихватљив нефармацеутски лек. Када је реч о мучнини изазваној хемотерапијом (CINV), резултати су мешовити. Систематски преглед клиничких студија показао је да је ђумбир у неким случајевима значајно побољшао квалитет живота пацијената, али је у случајевима високо еметогених режима хемотерапије био недовољно ефикасан.

### Антиинфламаторно и антиоксидативно дејство
Главна биоактивна једињења ђумбира, попут гингерола и шогаола, имају снажна антиинфламаторна и антиоксидативна својства. Нека истраживања сугеришу да је антиоксидативни потенцијал ђумбира јачи од витамина Е. Његово антиинфламаторно дејство се објашњава способношћу да инхибира ензим циклооксигеназу-2 (COX-2), слично неким нестероидним антиинфламаторним лековима. Због ових својстава, ђумбир се користи за ублажавање болова у зглобовима код остеоартритиса и реуматоидног артритиса.

### Утицај на кардиоваскуларни систем
Ђумбир може позитивно утицати на здравље кардиоваскуларног система. Студије су показале да његов екстракт може смањити ниво ЛДЛ холестерола и триглицерида, као и инхибирати агрегацију тромбоцита, што доприноси смањењу ризика од стварања крвних угрушака. Такође се показало да доприноси снижавању крвног притиска.

### Утицај на имуни систем
Новија истраживања пружају увид у то како ђумбир може утицати на имуни систем. Студија Лајбниц института у Немачкој показала је да једињење 6-гингерол, чак и у малим концентрацијама, доводи бела крвна зрнца (посебно неутрофилне гранулоците) у стање повишене приправности. Ово дејство се остварује преко TRPV1 рецептора на површини имуних ћелија. Истраживачи су закључили да конзумација око једног литра чаја од ђумбира може бити довољна да се постигне концентрација 6-гингерола у крви која модулира одговор имуног система. Поред тога, ђумбир има и антивирусна и антибактеријска својства.

### Регулација шећера у крви и контрола тежине
Истраживања показују да ђумбир може помоћи у регулацији нивоа шећера у крви побољшањем осетљивости на инсулин. Такође, мета-анализе сугеришу да унос ђумбира може допринети смањењу телесне тежине код гојазних особа.

### Нуспојаве и мере опреза
Иако се ђумбир генерално сматра безбедним, у већим дозама (преко 5 грама дневно) може изазвати благе гастроинтестиналне сметње попут горушице или дијареје. Потребан је опрез код особа које узимају лекове за разређивање крви (антикоагулансе) попут варфарина, јер ђумбир може појачати њихово дејство. Такође, особе које узимају лекове за дијабетес или висок крвни притисак треба да се консултују са лекаром пре редовне употребе ђумбира због могућих интеракција. Због стимулативног дејства на лучење жучи, не препоручује се особама са каменцима у жучној кеси.

## Нутритивне вредности
Сирови ђумбир се састоји од 79% воде, 18% угљених хидрата, 2% протеина и 1% масти. У референтној количини од 100 грама, сирови ђумбир обезбеђује 333 kJ (80 kcal) енергије и садржи умерене количине калијума (14% дневног уноса, ДУ), магнезијума (10% ДУ) и мангана (10% ДУ), док је иначе сиромашан у микронутријентима.

## Састав и безбедност
Ако се конзумира у умереним количинама, ђумбир има мало негативних нуспојава, иако велике количине могу изазвати нежељене догађаје, као што су гастроинтестинална нелагодност, и нежељене интеракције са лековима који се издају на рецепт. Налази се на FDA-овој листи „општепризнатог као безбедно“, иако формира интеракције са неким лековима, укључујући антикоагулантни лек варфарин и кардиоваскуларни лек нифедипин. Може изазвати горушицу и друге нежељене ефекте, посебно ако се узима у праху, а може негативно утицати на особе са жучним каменцима.

### Хемија
Карактеристичан мирис и укус ђумбира произилазе из испарљивих уља која чине 1-3% тежине свежег ђумбира, првенствено се састоје од сесквитерпена, као што су бета-бисаболен и зингиберен, зингерон, шогаоли и гингероли са [6]-гингеролом (1-[4'-хидрокси-3'-метоксифенил]-5-хидрокси-3-деканон) као главним опорим једињењем. Око 400 хемијских једињења постоји у сировом ђумбиру. Зингерон се производи од гингерола током сушења, који има мању опорост и зачинско-слатку арому. Шогаоли су опорији и формирају се од џингерола током загревања, складиштења или путем киселости. Бројни монотерпени, аминокиселине, дијетална влакна, протеини, фитостероли, витамини и минерали у исхрани су други састојци. Свеж ђумбир такође садржи ензим зинђибајин који је цистеинска протеаза и има слична својства као сирило.

## Истраживања
Докази да је употреба ђумбира повезана са смањеном мучнином током трудноће су ниског квалитета. Нема добрих доказа да ђумбир помаже у ублажавању мучнине и повраћања изазваних хемотерапијом. Ђумбир није ефикасан у лечењу дисменореје. Постоје неки докази да има антиинфламаторно дејство, али недовољно доказа да утиче на бол код остеоартритиса. Преглед из 2018. године пронашао је доказе да ђумбир може смањити телесну тежину код гојазних особа и повећати ХДЛ-холестерол.

## Галерија
- Биљка ђумбира са цветом
- Цвет ђумбира пред цветање
- Прашник цвета ђумбира
- Усев ђумбира, Мјанмар
- Сецкани ђумбир
- Gari, врста киселог ђумбира